# Горня-Ломница (Сербия)
Горня-Ломница (серб. Горња Ломница) — населённый пункт в общине Власотинце Ябланичского округа Сербии.

## Население
Согласно переписи населения 2002 года, в селе проживало 66 человек (все сербы).
| Численность населения | Численность населения | Численность населения | Численность населения | Численность населения | Численность населения | Численность населения | Численность населения |
| 1948                  | 1953                  | 1961                  | 1971                  | 1981                  | 1991                  | 2002                  | 2011                  |
| --------------------- | --------------------- | --------------------- | --------------------- | --------------------- | --------------------- | --------------------- | --------------------- |
| 254                   | 255                   | 273                   | 171                   | 120                   | 84                    | 66                    | 46                    |

## Религия
Согласно церковно-административному делению Сербской православной церкви, село относится к Конопницкому приходу Власотиначского архиерейского наместничества Нишской епархии.